# Futbol'nyj Klub Spartak Moskva 2015-2016
Questa voce raccoglie le informazioni riguardanti lo Spartak Mosca nelle competizioni ufficiali della stagione 2015-2016.

## Stagione
La stagione non portò titoli al club che però riconquistò, attraverso il campionato, l'accesso alle competizioni europee.

## Rosa
| N. |                        | Ruolo | Calciatore                |
| -- | ---------------------- | ----- | ------------------------- |
| 3  | Russia (bandiera)      | D     | Sergej Bryzgalov          |
| 4  | Russia (bandiera)      | D     | Sergej Paršivljuk         |
| 5  | Brasile (bandiera)     | C     | Rômulo                    |
| 7  | Russia (bandiera)      | D     | Kirill Kombarov           |
| 8  | Russia (bandiera)      | C     | Denis Glušakov            |
| 10 | Paesi Bassi (bandiera) | C     | Quincy Promes             |
| 13 | Russia (bandiera)      | D     | Vladimir Granat           |
| 16 | Italia (bandiera)      | D     | Salvatore Bocchetti       |
| 17 | Russia (bandiera)      | C     | Aleksandr Dmitrievič Zuev |

| N. |                       | Ruolo | Calciatore        |
| -- | --------------------- | ----- | ----------------- |
| 20 | Capo Verde (bandiera) | A     | Zé Luís           |
| 23 | Russia (bandiera)     | D     | Dmitrij Kombarov  |
| 25 | Paraguay (bandiera)   | C     | Lorenzo Melgarejo |
| 27 | Russia (bandiera)     | C     | Aleksandr Zotov   |
| 30 | Russia (bandiera)     | P     | Sergej Pes'jakov  |
| 32 | Russia (bandiera)     | P     | Artem Rebrov      |
| 34 | Russia (bandiera)     | D     | Evgenij Makeev    |
| 49 | Georgia (bandiera)    | C     | Jano Ananidze     |
| 71 | Bulgaria (bandiera)   | C     | Ivelin Popov      |

## Risultati

### Prem'er-Liga
| Mosca 17 luglio 2015 1ª giornata | Spartak Mosca | 2 – 2 referto | Ufa | Otkrytie Arena |

| Krasnodar 26 luglio 2015 2ª giornata | Krasnodar | 0 – 1 referto | Spartak Mosca | Stadio Kuban' |

| Mosca 3 agosto 2015 3ª giornata | Spartak Mosca | 1 – 0 referto | Rubin | Otkrytie Arena |

| Samara 9 agosto 2015 4ª giornata | Kryl'ja Sovetov Samara | 0 – 2 referto | Spartak Mosca | Stadio Metallurg (Samara) |

| Mosca 14 agosto 2015 5ª giornata | Spartak Mosca | 1 – 2 referto | CSKA Mosca | Otkrytie Arena |

| Perm' 22 agosto 2015 6ª giornata | Amkar Perm' | 1 – 3 referto | Spartak Mosca | Stadio Zvezda |

| Mosca 29 agosto 2015 7ª giornata | Spartak Mosca | 1 – 2 referto | Anži | Otkrytie Arena |

| Mosca 13 settembre 2015 8ª giornata | Spartak Mosca | 1 – 0 referto | Rostov | Otkrytie Arena |

| Krasnodar 19 settembre 2015 9ª giornata | Kuban' | 3 – 0 referto | Spartak Mosca | Stadio Kuban' |

| Mosca 26 settembre 2015 10ª giornata | Spartak Mosca | 2 – 2 referto | Zenit San Pietroburgo | Otkrytie Arena |

| Saransk 3 ottobre 2015 11ª giornata | Mordovija | 0 – 1 referto | Spartak Mosca | Start Stadion |

| Mosca 18 ottobre 2015 12ª giornata | Spartak Mosca | 1 – 2 referto | Lokomotiv Mosca | Otkrytie Arena |

| Chimki 25 ottobre 2015 13ª giornata | Dinamo Mosca | 2 – 3 referto | Spartak Mosca | Arena Chimki |

| Mosca 1º novembre 2015 14ª giornata | Spartak Mosca | 0 – 1 referto | Ural | Otkrytie Arena |

| Groznyj 7 novembre 2015 15ª giornata | Terek Groznyj | 2 – 1 referto | Spartak Mosca | Achmat-Arena |

| Mosca 22 novembre 2015 16ª giornata | Spartak Mosca | 3 – 2 referto | Krasnodar | Otkrytie Arena |

| Kazan' 30 novembre 2015 17ª giornata | Rubin | 2 – 2 referto | Spartak Mosca | Kazan Arena |

| Mosca 4 dicembre 2015 18ª giornata | Spartak Mosca | 1 – 0 referto | Kryl'ja Sovetov Samara | Otkrytie Arena |

| Chimki 6 marzo 2016 19ª giornata | CSKA Mosca | 1 – 0 referto | Spartak Mosca | Arena Chimki |

| Mosca 12 marzo 2016 20ª giornata | Spartak Mosca | 2 – 1 referto | Amkar Perm' | Otkrytie Arena |

| Kaspijsk 18 marzo 2016 21ª giornata | Anži | 0 – 4 referto | Spartak Mosca | Anži-Arena |

| Rostov sul Don 2 aprile 2016 22ª giornata | Rostov | 2 – 0 referto | Spartak Mosca | Stadio Olimp-2 |

| Mosca 10 aprile 2016 23ª giornata | Spartak Mosca | 2 – 2 referto | Kuban' | Otkrytie Arena |

| San Pietroburgo 16 aprile 2016 24ª giornata | Zenit San Pietroburgo | 5 – 2 referto | Spartak Mosca | Stadio Petrovskij |

| Mosca 23 aprile 2016 25ª giornata | Spartak Mosca | 2 – 2 referto | Mordovija | Otkrytie Arena |

| Mosca 30 aprile 2016 26ª giornata | Lokomotiv Mosca | 0 – 2 referto | Spartak Mosca | RZD Arena |

| Mosca 8 maggio 2016 27ª giornata | Spartak Mosca | 3 – 0 referto | Dinamo Mosca | Otkrytie Arena |

| Ekaterinburg 12 maggio 2016 28ª giornata | Ural | 0 – 1 referto | Spartak Mosca | SKB-Bank Arena |

| Mosca 16 maggio 2016 29ª giornata | Spartak Mosca | 3 – 0 referto | Terek Groznyj | Otkrytie Arena |

| Ufa 21 maggio 2016 30ª giornata | Ufa | 3 – 1 referto | Spartak Mosca | Neftyanik Stadium |

### Coppa di Russia
| Nižnij Novgorod 23 settembre 2015 Sedicesimi di finale | Volga Nižnij Novgorod | 0 – 7 referto | Spartak Mosca | Stadio Lokomotiv |

| Krasnodar 28 ottobre 2015 Ottavi di finale | Kuban' | 1 – 0 referto | Spartak Mosca | Stadio Kuban' |